# USS Harder (SS-257)
Pour les autres navires du même nom, voir USS Harder.
L'USS Harder (SS-257) est un sous-marin de classe Gato en service dans l'United States Navy pendant la Seconde Guerre mondiale.
Mis en service en décembre 1942, il devient populaire sous les ordres du commandant Samuel David Dealey qui mène une campagne efficace contre les navires japonais. Il est coulé en août 1944. Une Medal of Honor lui est décernée à titre posthume tandis que le sous-marin est décoré d'une Presidential Unit Citation pour son service pendant la guerre.

## Historique

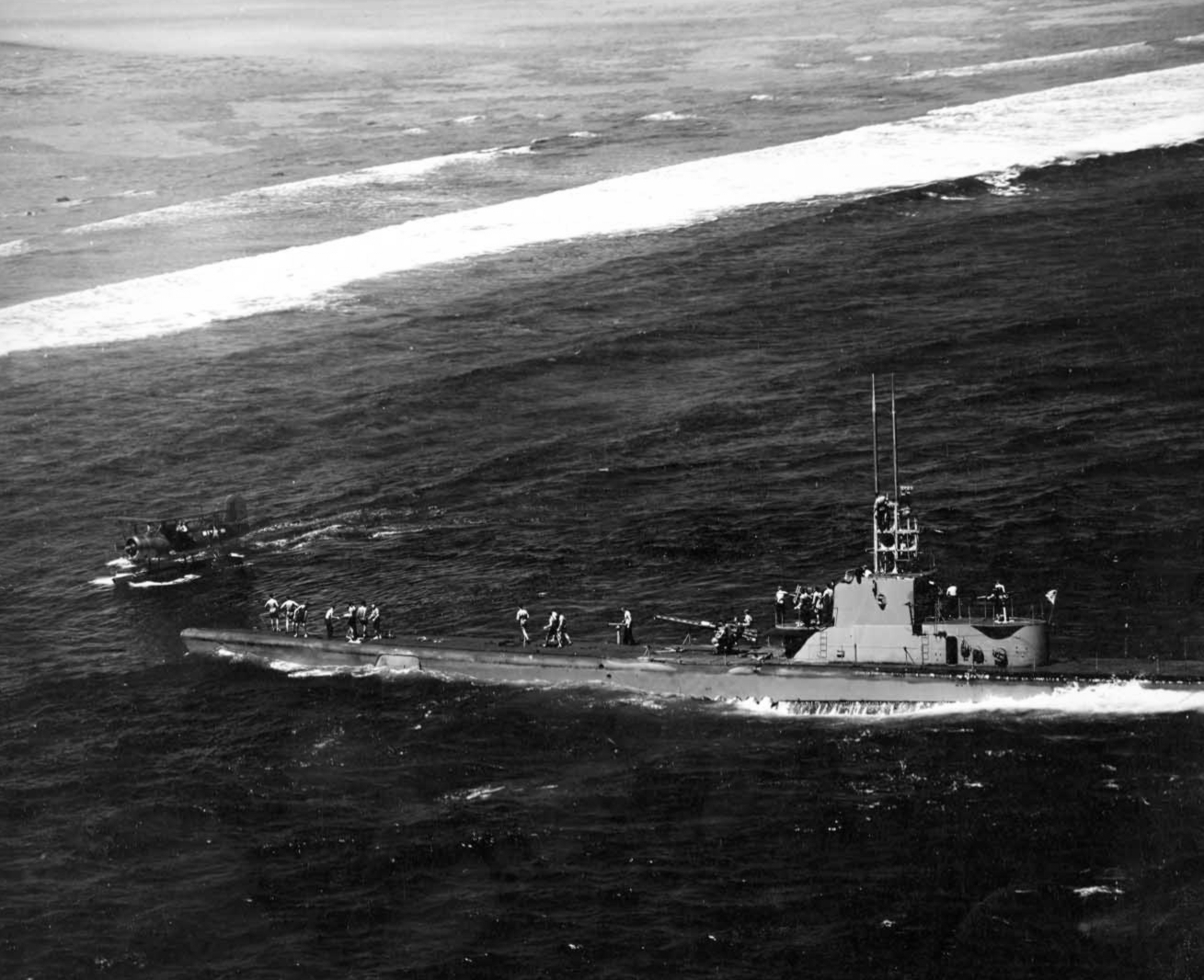
Le Harder secourant un équipage d'un hydravion Curtiss à Woleai le 1 avril 1944.

Affecté à Pearl Harbor en juin 1943, le submersible patrouille dans les eaux de Honshu en juin 1943. Le 21 juin, il torpille et endommage le pétrolier de 1 200 tonnes Kyoei Maru No.3 et le 24, le porte-hydravions de 7 200 tonnes Sagara Maru, avant de rallier Midway le 7 juillet.
Lors de sa deuxième patrouille, il opère dans les eaux de Honshu en août et septembre 1943. Le 9 septembre, torpille et coule le cargo de 3 000 tonnes Koyo Maru, et le 11 septembre coule le transport de troupes Yoko Maru (1 000 tonnes). Le 19 septembre, il coule le cargo de 800 tonnes Kachisan Maru, le 22, le pétrolier Daishin Maru (6 000 tonnes) puis le cargo Kowa Maru (4 500 tonnes). Le 30 septembre, il coule au canon le Shosei Maru No.3 avant de rallier Pearl Harbor le 8 octobre.
En octobre et novembre 1943, le Harder patrouille aux îles Mariannes. Le 12 novembre, il coule le dragueur de mines Misago Maru No.11 et endommage au canon le Hei Maru. Le 19 novembre, il coule les transports de troupes Hokko Maru (5400 tonnes) et Udo Maru (3 900 tonnes). Le 20 novembre, il torpille et coule le transport de troupes de 6 000 tonnes Nikko Maru. Le Harder rallie Pearl Harbor le 30 novembre et entre en révision majeure à Mare Island jusqu'en février 1944.
Le sous-marin patrouille aux îles Carolines en mars et en avril 1944. Le 13 avril, il coule le destroyer Ikazuchi. Le 17 avril, il coule le cargo armé de 7 000 tonnes Matsue Maru avant de rallier Fremantle le 3 mai.
Pour sa cinquième patrouille, le Harder navigue en mer des Célèbes en mai et juin 1944. Le 6 juin, il coule le destroyer Minazuki, le 7, le destroyer Hayanami et le 9, le destroyer Tanikaze. Le submersible rallie Darwin le 3 juillet.
Lors de son ultime patrouille, le Harder rejoint le sud de la mer de Chine méridionale en août 1944. Le 21 août, il coule les corvettes Matsuwa et Hiburi, assignées à la protection du célèbre convoi HI-71. Le 24 août, alors qu'il se prépare à attaquer le pétrolier Niyo Maru dans la baie de Dasol, le Harder succombe au grenadage de la corvette Kaibokan CD-22. Il n'y a aucun survivant.
Le Harder a officiellement coulé 54 002 tonnes de navires ennemis au cours de ses six patrouilles de guerre. Il a reçu six Battle stars et une Presidential Unit Citation pour son service dans la Seconde Guerre mondiale. Le Commander Samuel David Dealey, qui laisse à sa mort une femme et trois enfants, reçoit la médaille d'honneur du Congrès à titre posthume.
Son épave est retrouvée pratiquement intacte en mai 2024 au large de l'île de Luçon, à 914 mètres de profondeur.